# Холланд, Джулс
Джулиан Майлс «Джулс» Холланд (родился 24 января 1958 года) —
британский музыкант, певец, композитор и телеведущий. Входил в оригинальный состав группы Squeeze, также сотрудничал с такими артистами и музыкальными коллективами как Стинг, Эрик Клэптон, Марк Нопфлер, Джордж Харрисон, Дэвид Гилмор, Magazine, The The и Боно.
С 1992 года он ведет музыкальное вечернее шоу "Later... with Jools Holland", транслируемое на BBC2. Холланд является публикуемым автором, часто оказывается гостем различных телепередач и радиошоу. В 2004 году он, совместно с Томом Джонсом, выпустил альбом традиционной R&B-музыки.
Также он ведет еженедельную радиопрограмму Jools Holland на BBC Radio 2, в которой сочетаются беседы с гостями программы и живая музыка, исполняемая приглашенными музыкантами.

## Образование
Джулс учился в средней школе на юго-востоке Лондона, откуда он был исключен за то, что разбил учительскую машину, двухдверную Триумф Геральд '59.

## Карьера
Джулс играл на вторых ролях в начале своей музыкальной карьеры перед тем как приобрёл известность. Начал он с роли приглашенного музыканта в группе Wayne County & the Electric Chairs в 1976 году для работы над песней «Проваливай».
В 1974 году он вместе с Крисом Диффордом и Гленном Тилбруком основал   группу "Сквиз", продававшую миллионные тиражи дисков.  
Он начал свою сольную карьеру с мини-альбома "Буги Вуги '78". 
Джулс проработал в группе "Сквиз" до 1990 года.
С 1996 года Джулс, основывает свой джаз-бэнд Jools Holland's Rhythm and Blues Orchestra, который состоит из 20 человек, в том числе из вокалисток Сэм Браун и Раби Тернер и его младшего брата, которому отведена роль клавишника, солиста, также Кристофер Холланд пишет песни для группы.

## Семья
У Джулса два младших брата, они близнецы это Кристорфер и Ричард Холланд. Он был женат на своем партнере Мэри, но их отношения подошли к концу когда он встретил и женился на Кристабел МакИвен, дочери артиста Рори МакИвена. У него трое детей: Рози, Мабел и Джордж.

## "Джулс Холланд и Его Ритм и Блюз Оркестр"

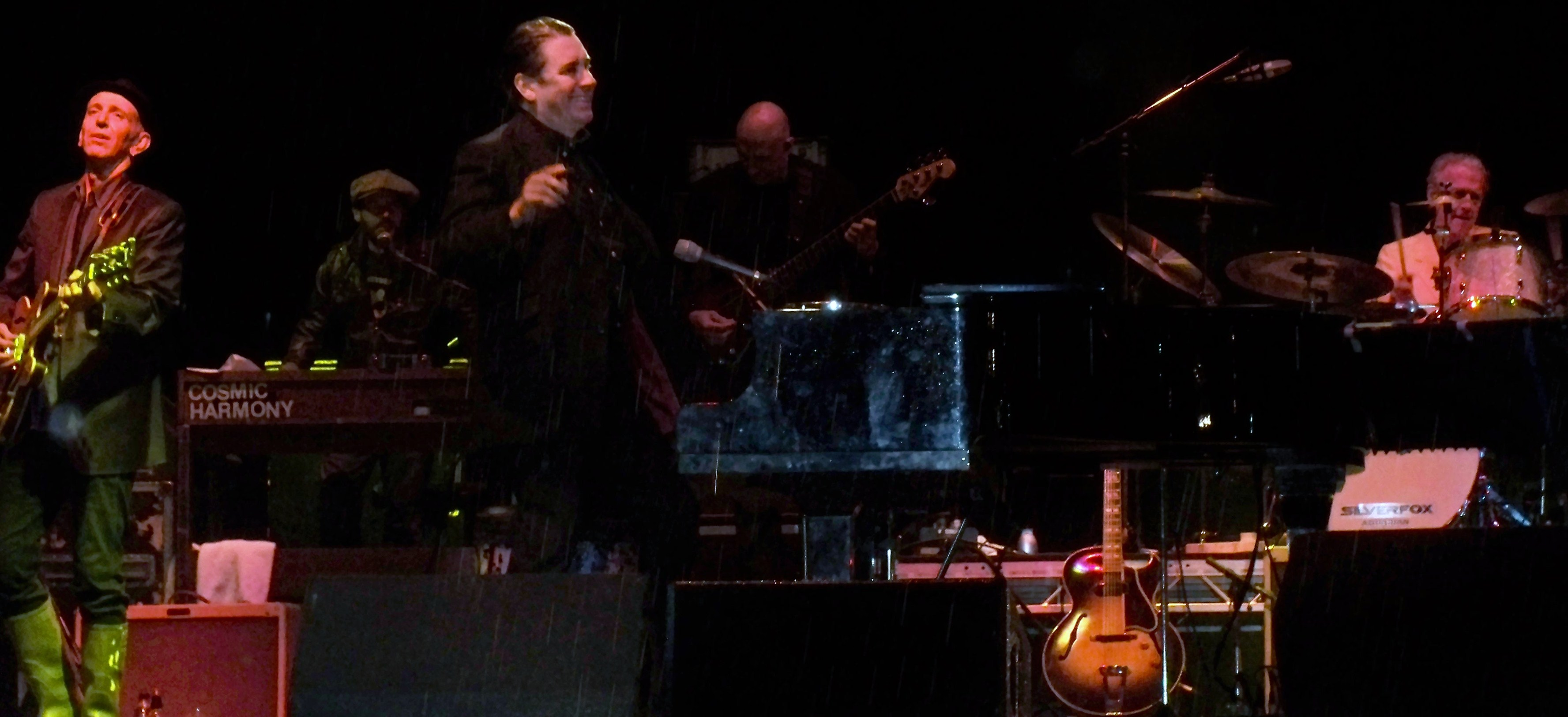
"Джулс Холланд и Его Ритм и Блюз Оркестр" на представление в Гилфесте 2012

Ритм-энд-блюз-оркестр начал играть с Джулсом с 1996 года. Оркестр состоит из 20 человек в том числе Джулса как пианиста, а также из органиста, барабанщик, три женщины вокалистки, гитара, бас-гитара, два тенора саксофониста, три трубача и четыре тромбониста, они играют ежегодно для аудитории в 300  000 человек:
- Джулс (фортепиано, гитара, вокал)
- Раби Тёрнер (вокал)
- Луис Маршалл (вокал)
- Мэйбл Рей (вокал, бэк-вокал)
- Джилсон Лэйвис (барабан)
- Марк Фланаган (гитара, бэк вокал)
- Дэйв Свифт (бас)
- Кристофер Холленд (орган)
- Фил Викок (саксофон)
- Лиза Грэм (саксофон)
- Майкл Бам Роуз (саксофон)
- Дерек Нэш (саксофон)
- Ник Лунт (саксофон)
- Рико Родригес (тромбон)
- Роджер Гослин (тромбон)
- Файяз Верджи (тромбон)
- Уинстон Роллинз (тромбон)
- Винсен Мак Декдим (барабаны)
- Джон Скотт (барабаны)
- Крис Сторр (барабаны)

## Дискография

### Альбомы которые получили сертификацию
| Год  | Альбом                              | Пиковая позиция | Пиковая позиция | Сертификации        |
| Год  | Альбом                              | UK              | NZ              | Сертификации        |
| ---- | ----------------------------------- | --------------- | --------------- | ------------------- |
| 1996 | Sex & Jazz & Rock & Roll            | 38              | -               |                     |
| 1998 | Best Of                             | -               | -               | - UK: Серебряный    |
| 2000 | Hop The Wag                         | -               | -               | - UK: Серебряный    |
| 2001 | Small World Big Band                | 8               | 23              | - UK: 2× Платиновый |
| 2002 | SWBB Volume Two: More Friends       | 17              | 44              | - UK: Платиновый    |
| 2003 | Jack O The Green (SWBB Friends 3)   | 39              | -               | - UK: Серебряный    |
| 2004 | Tom Jones & Jools Holland           | 5               | -               | - UK: Золотой       |
| 2005 | Swinging the Blues, Dancing the Ska | 36              | -               |                     |
| 2007 | Best of Friends                     | 9               | -               | - UK: Серебряный    |
| 2011 | Finding The Keys — The Best of      | 127             | -               |                     |
| 2012 | The Golden Age of Song              | 11              | -               | - UK: Серебряный    |

### Все Альбомы и Синглы
- 1978 "Boogie Woogie '78" (EP)
- 1981 Jools Holland and His Millionaires
- 1984 Jools Holland Meets Rock 'A' Boogie Billy (U.S. release only)
- 1990 World of His Own
- 1991 The Full Complement
- 1992 Together Again (single with Sam Brown)
- 1992 The A-Z Geographer's Guide to the Piano
- 1994 Solo Piano
- 1994 Live Performance
- 1996 Sex & Jazz & Rock & Roll
- 1997 Lift The Lid
- 1998 Best Of
- 1999 Sunset Over London
- 2000 Hop the Wag
- 2001 Small World Big Band
- 2002 SWBB Volume Two: More Friends
- 2003 Jack O the Green (SWBB Friends 3)
- 2004 Tom Jones & Jools Holland
- 2005 Beatroute
- 2005 Swinging the Blues, Dancing the Ska
- 2006 Moving Out to the Country
- 2007 Best of Friends
- 2008 The Collection
- 2008 The Informer (with Ruby Turner)
- 2008 "The Informer" (single with Ruby Turner)
- 2009 "I Went By" (single with Louise Marshall)
- 2010 Rockinghorse
- 2011 Finding the Keys: The Best of Jools Holland
- 2012 The Golden Age of Song
- 2014 Sirens of Song
- 2015 "Jools & Ruby"
- 2016 "Piano"
- 2017 "As You See Me Now"
- 2018 "A Lovely Life to Live"
- 2019 "Come On In (Single with Ruby Turner)"
- 2021 "Pianola. Piano & Friends"
- 2023 "The Barnestormers"
- 2024 "Swing Fever"

## Примечание
1. ↑  Архивированная копия. Дата обращения: 20 апреля 2010. Архивировано 11 января 2013 года.
2. ↑  UK Top 40 Chart Archive, British Singles & Album Charts. everyHit.com (16 марта 2000). Дата обращения: 12 апреля 2012. Архивировано 25 октября 2015 года.
3. ↑  Steffen Hung. Discography Jools Holland. charts.org.nz. Дата обращения: 12 апреля 2012. Архивировано из оригинала 24 июля 2012 года.
4. ↑  Chart Log UK: New Entries Update: Chart Date 18 June 2011. Zobbel.de. Дата обращения: 18 декабря 2012. Архивировано 13 ноября 2020 года.
5. ↑  Official UK Albums Top 100 – 22nd December 2012 | Official UK Top 40 | music charts | Official Albums Chart. Officialcharts.com. Дата обращения: 18 декабря 2012. Архивировано 23 июня 2013 года.